# Krupa (Semič, Slovenija)
Krupa je naselje u slovenskoj Općini Semiču. Krupa se nalazi u pokrajini Dolenjskoj i statističkoj regiji Donjoposavskoj regiji. 

## Stanovništvo
Prema popisu stanovništva iz 2002. godine naselje je imalo 47 stanovnika.